# Marcos Calderón
Marcos Calderón Medrano (Lima, 11 de julio de 1928 - Ventanilla, 8 de diciembre de 1987) fue un jugador y entrenador peruano de fútbol. 
A lo largo de la historia del fútbol peruano, es el entrenador que más títulos ha conseguido: diez en primera división y uno con la selección peruana.

## Biografía
Marcos, el Chueco, o el Oso Calderón contrajo matrimonio en 1966 con la dama chilena Petronila Ester Ibáñez Donoso, con quien tuvo 3 hijos: Pamela (n. 1968), Marcos (n. 1971) y Milagros (n. 1975).
Era primo de Luis Joe Calderón y tío de Julio Meléndez Calderón, ambos exfutbolistas.

## Trayectoria

### Como futbolista
Se inició como jugador en el Carlos Concha del Callao y pasó luego al Sport Boys, donde jugó hasta 1956, año en que fue asistente de Alfonso Huapaya.

### Como entrenador
Como entrenador sus títulos comienzan en el año 1958, cuando campeona con el Sport Boys del Callao, equipo con el cual también toca la gloria en el año 1984.
En Universitario de Deportes, campeona en las temporadas 1964, 1966, 1967 y 1985. En Alianza Lima, en la temporada 1975, y en Sporting Cristal en las temporadas 1972, 1979 y 1980.
Marcos dirigió a 6 diferentes equipos en la Copa Libertadores de América: Universitario (1965, 1966, 1967, 1968 y 1986), Defensor Arica (1970), Sporting Cristal (1973, 1980 y parte de 1981), Alianza Lima (1976), Deportivo Municipal (1982) y Deportivo Táchira (1983).

## Selección Peruana

### Como entrenador
Dirigió en las eliminatorias de 1961, 1965 y 1977.
En 1977 dirigió a la selección juvenil que participó en el torneo sub-20 en Venezuela.
Ha sido internacional con la selección de fútbol del Perú, con la cual campeona en la Copa América 1975 y clasifica para el Mundial de Argentina 78.

#### Participaciones en Copa América
| Copa              | Sede          | Resultado |
| ----------------- | ------------- | --------- |
| Copa América 1975 | Sin sede fija | Campeón   |

#### Participaciones en Copas del Mundo
| Copa                           | Sede      | Resultado    |
| ------------------------------ | --------- | ------------ |
| Copa Mundial de Fútbol de 1978 | Argentina | Segunda fase |

## Tragedia aérea
Luego de una carrera de 30 años como entrenador falleció en una tragedia aérea con el equipo de Alianza Lima el 8 de diciembre de 1987 en el mar de Ventanilla.
El 25 de diciembre de aquel año (diecisiete días después de la tragedia) su cuerpo fue encontrado en una de las playas de la ciudad de Huacho en estado de descomposición. Su hijo Marquitos fue quién logró identificarlo por su peculiar y más conocida característica: sus pies arqueados. Descansa en el Cementerio Baquíjano en el Callao.

## Clubes

### Como jugador
| Club          | País | Año         |
| ------------- | ---- | ----------- |
| Carlos Concha | Perú | 1946 - 1947 |
| Sport Boys    | Perú | 1948 - 1956 |

### Como entrenador
| Club                                   | País      | Año               |
| -------------------------------------- | --------- | ----------------- |
| Sport Boys                             | Perú      | 1958 - 1962       |
| Defensor Lima                          | Perú      | 1963              |
| Universitario                          | Perú      | 1964 - 1968       |
| Defensor Arica                         | Perú      | 1969 - 1971       |
| Sporting Cristal                       | Perú      | 1972 - 1974       |
| Alianza Lima                           | Perú      | 1975 - 1976       |
| Selección de fútbol del Perú y Juvenil | Perú      | 1975, 1977 - 1978 |
| Barcelona                              | Ecuador   | 1978 - 1979       |
| Alfonso Ugarte                         | Perú      | 1979              |
| Sporting Cristal                       | Perú      | 1979 - 1981       |
| Tigres                                 | México    | 1981              |
| Deportivo Municipal                    | Perú      | 1981 - 1982       |
| Deportivo Táchira                      | Venezuela | 1983              |
| Sport Boys                             | Perú      | 1984              |
| Universitario                          | Perú      | 1985 - 1986       |
| Juventud La Joya                       | Perú      | 1987              |
| Alianza Lima                           | Perú      | 1987              |

## Estadísticas

#### En clubes
| Equipo                     | Div.         | Temporada    | Liga  | Liga | Liga | Liga | Liga | Copa  | Copa | Copa | Copa | Internacional | Internacional | Internacional | Internacional | Internacional | Totales | Totales | Totales | Totales | Totales     | Totales | Totales | Totales |
| Equipo                     | Div.         | Temporada    | Part. | G    | E    | P    | Pos. | Part. | G    | E    | P    | Part.         | G             | E             | P             | Pos.          | Part.   | G       | E       | P       | Rendimiento | GF      | GC      | Dif.    |
| -------------------------- | ------------ | ------------ | ----- | ---- | ---- | ---- | ---- | ----- | ---- | ---- | ---- | ------------- | ------------- | ------------- | ------------- | ------------- | ------- | ------- | ------- | ------- | ----------- | ------- | ------- | ------- |
| Sport Boys · Perú          | 1.ª          | 1958         | 13    | 6    | 2    | 5    | 1°   | -     | -    | -    | -    | -             | -             | -             | -             | -             | 13      | 6       | 2       | 5       | 43.94%      | 32      | 34      | -2      |
| Sport Boys · Perú          | 1.ª          | 1959         | 22    | 12   | 4    | 6    | 2°   | -     | -    | -    | -    | -             | -             | -             | -             | -             | 22      | 12      | 4       | 6       | 28.57%      | 19      | 27      | -8      |
| Sport Boys · Perú          | 1.ª          | 1960         | 18    | 9    | 6    | 3    | 2°   | -     | -    | -    | -    | -             | -             | -             | -             | -             | 18      | 9       | 6       | 3       | 52.94%      | 66      | 49      | +17     |
| Sport Boys · Perú          | 1.ª          | 1961         | 18    | 4    | 7    | 7    | 8°   | -     | -    | -    | -    | -             | -             | -             | -             | -             | 18      | 4       | 7       | 7       | 56.41%      | 26      | 20      | +6      |
| Sport Boys · Perú          | 1.ª          | 1962         | 18    | 3    | 5    | 10   | 9°   | -     | -    | -    | -    | -             | -             | -             | -             | -             | 32      | 19      | 8       | 5       | 67.71%      | 62      | 30      | +32     |
| Sport Boys · Perú          | 1.ª          | 1984         | 44    | 21   | 14   | 9    | 1°   | -     | -    | -    | -    | -             | -             | -             | -             | -             | 44      | 21      | 14      | 9       | 64.44%      | 29      | 15      | +14     |
| Total Club                 | Total Club   | Total Club   | 147   | 71   | 41   | 35   | -    | -     | -    | -    | -    | -             | -             | -             | -             | -             | 147     | 71      | 41      | 35      | 54.33%      | 327     | 246     | +81     |
| Defensor Lima · Perú       | 1.ª          | 1963         | 18    | 7    | 2    | 9    | 6°   | -     | -    | -    | -    | -             | -             | -             | -             | -             | 18      | 7       | 2       | 9       | 35.9%       | 21      | 24      | -3      |
| Total Club                 | Total Club   | Total Club   | 18    | 7    | 2    | 9    | -    | -     | -    | -    | -    | -             | -             | -             | -             | -             | 18      | 7       | 2       | 9       | 35.9%       | 21      | 24      | -3      |
| Universitario · Perú       | 1.ª          | 1964         | 22    | 17   | 2    | 3    | 1°   | -     | -    | -    | -    | -             | -             | -             | -             | -             | 22      | 17      | 12      | 3       | 64.91%      | 34      | 22      | +12     |
| Universitario · Perú       | 1.ª          | 1965         | 22    | 13   | 5    | 4    | 2°   | -     | -    | -    | -    | 4             | 1             | 0             | 3             | -             | 26      | 14      | 5       | 7       | 66.67%      | 34      | 17      | +17     |
| Universitario · Perú       | 1.ª          | 1966         | 26    | 19   | 3    | 4    | 1°   | -     | -    | -    | -    | 10            | 4             | 3             | 3             | -             | 36      | 23      | 6       | 7       | 45.61%      | 26      | 28      | -2      |
| Universitario · Perú       | 1.ª          | 1967         | 26    | 20   | 1    | 5    | 1°   | -     | -    | -    | -    | 14            | 9             | 2             | 3             | -             | 40      | 29      | 3       | 8       | 38.6%       | 26      | 26      | 0       |
| Universitario · Perú       | 1.ª          | 1968         | 7     | 3    | 1    | 3    | Inc. | -     | -    | -    | -    | 10            | 4             | 3             | 3             | -             | 17      | 7       | 4       | 6       | 50.88%      | 32      | 26      | +6      |
| Universitario · Perú       | 1.ª          | 1985         | 60    | 28   | 22   | 10   | 1°   | -     | -    | -    | -    | 5             | 2             | 1             | 2             | -             | 65      | 30      | 23      | 12      | 27.78%      | 6       | 11      | -5      |
| Universitario · Perú       | 1.ª          | 1986         | 9     | 4    | 3    | 2    | Inc. | -     | -    | -    | -    | 6             | 3             | 0             | 3             | -             | 15      | 7       | 3       | 5       | 33.33%      | 12      | 14      | -2      |
| Total Club                 | Total Club   | Total Club   | 106   | 42   | 32   | 32   | -    | -     | -    | -    | -    | 49            | 23            | 9             | 17            | -             | 221     | 127     | 56      | 38      | 49.69%      | 170     | 144     | +26     |
| Defensor Arica · Perú      | 1.ª          | 1969         | 32    | 13   | 12   | 7    | 2°   | -     | -    | -    | -    | -             | -             | -             | -             | -             | 32      | 13      | 12      | 7       | 66.67%      | 33      | 18      | +15     |
| Defensor Arica · Perú      | 1.ª          | 1970         | 32    | 15   | 9    | 8    | 3°   | 3     | 1    | 2    | 0    | 6             | 1             | 3             | 2             | FG            | 41      | 17      | 14      | 10      | 40%         | 32      | 33      | -1      |
| Defensor Arica · Perú      | 1.ª          | 1971         | 30    | 8    | 8    | 14   | 12°  | -     | -    | -    | -    | -             | -             | -             | -             | -             | 30      | 8       | 8       | 14      | 66.67%      | 30      | 8       | +15     |
| Total Club                 | Total Club   | Total Club   | 94    | 36   | 29   | 29   | -    | 3     | 1    | 2    | 0    | 6             | 1             | 3             | 2             | -             | 103     | 38      | 34      | 31      | 47.62%      | 116     | 91      | +25     |
| Sporting Cristal · Perú    | 1.ª          | 1972         | 49    | 22   | 16   | 11   | 1°   | -     | -    | -    | -    | -             | -             | -             | -             | -             | 49      | 22      | 16      | 11      | 43.94%      | 32      | 34      | -2      |
| Sporting Cristal · Perú    | 1.ª          | 1973         | 39    | 20   | 10   | 9    | 2°   | -     | -    | -    | -    | 6             | 2             | 2             | 2             | -             | 45      | 22      | 12      | 11      | 28.57%      | 19      | 27      | -8      |
| Sporting Cristal · Perú    | 1.ª          | 1974         | 34    | 16   | 9    | 9    | 7°   | -     | -    | -    | -    | -             | -             | -             | -             | -             | 34      | 16      | 9       | 9       | 52.94%      | 66      | 49      | +17     |
| Sporting Cristal · Perú    | 1.ª          | 1979         | 30    | 15   | 11   | 4    | 3°   | -     | -    | -    | -    | -             | -             | -             | -             | -             | 30      | 15      | 11      | 4       | 56.41%      | 26      | 20      | +6      |
| Sporting Cristal · Perú    | 1.ª          | 1980         | 36    | 19   | 11   | 6    | 1°   | -     | -    | -    | -    | 6             | 1             | 1             | 4             | -             | 42      | 20      | 12      | 10      | 67.71%      | 62      | 30      | +32     |
| Sporting Cristal · Perú    | 1.ª          | 1981         | 3     | 1    | 2    | 0    | Inc. | -     | -    | -    | -    | -             | -             | -             | -             | -             | 3       | 1       | 2       | 0       | 64.44%      | 29      | 15      | +14     |
| Total Club                 | Total Club   | Total Club   | 191   | 93   | 59   | 39   | -    | -     | -    | -    | -    | 12            | 3             | 3             | 6             | -             | 203     | 96      | 62      | 45      | 54.33%      | 327     | 246     | +81     |
| Alianza Lima · Perú        | 1.ª          | 1975         | 39    | 22   | 13   | 4    | 1°   | -     | -    | -    | -    | -             | -             | -             | -             | -             | 39      | 22      | 13      | 4       | 19.05%      | 2       | 9       | -7      |
| Alianza Lima · Perú        | 1.ª          | 1976         | 14    | 6    | 8    | 0    | Inc. | -     | -    | -    | -    | 10            | 4             | 2             | 4             | -             | 24      | 10      | 10      | 4       | 50%         | 3       | 3       | +0      |
| Alianza Lima · Perú        | 1.ª          | 1987         | 18    | 11   | 5    | 2    | Inc. | -     | -    | -    | -    | -             | -             | -             | -             | -             | 18      | 11      | 5       | 2       | 50%         | 3       | 3       | +0      |
| Total Club                 | Total Club   | Total Club   | 71    | 39   | 26   | 6    | -    | -     | -    | -    | -    | 10            | 4             | 2             | 4             | -             | 81      | 43      | 28      | 10      | 25.93%      | 5       | 12      | -7      |
| Alfonso Ugarte · Perú      | 1.ª          | 1979         | 4     | 1    | 1    | 2    | Inc. | -     | -    | -    | -    | -             | -             | -             | -             | -             | 4       | 1       | 1       | 2       | 0%          | 1       | 5       | -4      |
| Total Club                 | Total Club   | Total Club   | 4     | 1    | 1    | 2    | -    | -     | -    | -    | -    | -             | -             | -             | -             | -             | 4       | 1       | 1       | 2       | 0%          | 1       | 5       | -4      |
| Tigres UANL · México       | 1.ª          | 1980-81      | 13    | 5    | 1    | 7    | Inc. | -     | -    | -    | -    | -             | -             | -             | -             | -             | 13      | 5       | 1       | 7       | 35.9%       | 21      | 24      | -3      |
| Total Club                 | Total Club   | Total Club   | 13    | 5    | 1    | 7    | -    | -     | -    | -    | -    | -             | -             | -             | -             | -             | 13      | 5       | 1       | 7       | 35.9%       | 21      | 24      | -3      |
| Deportivo Municipal · Perú | 1.ª          | 1981         | 18    | 5    | 6    | 7    | 11°  | -     | -    | -    | -    | -             | -             | -             | -             | -             | 18      | 5       | 6       | 7       | 36.11%      | 14      | 19      | -5      |
| Deportivo Municipal · Perú | 1.ª          | 1982         | 5     | 2    | 1    | 2    | Inc. | -     | -    | -    | -    | 6             | 0             | 1             | 5             | -             | 11      | 2       | 2       | 7       | 42.22%      | 29      | 26      | +3      |
| Total Club                 | Total Club   | Total Club   | 23    | 7    | 7    | 9    | -    | -     | -    | -    | -    | 6             | 0             | 1             | 5             | -             | 29      | 7       | 8       | 14      | 39.51%      | 43      | 45      | -2      |
| Juventud La Joya · Perú    | 1.ª          | 1987         | 22    | 6    | 8    | 8    | Inc. | -     | -    | -    | -    | -             | -             | -             | -             | -             | 22      | 6       | 8       | 8       | 41.03%      | 22      | 27      | -5      |
| Total Club                 | Total Club   | Total Club   | 22    | 6    | 8    | 8    | -    | -     | -    | -    | -    | -             | -             | -             | -             | -             | 22      | 6       | 8       | 8       | 41.03%      | 22      | 27      | -5      |
| Total Clubes               | Total Clubes | Total Clubes | 689   | 307  | 206  | 176  | -    | 3     | 1    | 2    | 0    | 83            | 31            | 18            | 34            | -             | 775     | 339     | 226     | 210     | 51.43%      | 971     | 756     | +206    |

#### En selecciones
| Selección                  | Periodo                    | Periodo                    | Totales | Totales | Totales | Totales | Totales       |
| Selección                  | De                         | A                          | PJ      | PG      | PE      | PP      | Rendimiento % |
| -------------------------- | -------------------------- | -------------------------- | ------- | ------- | ------- | ------- | ------------- |
| Perú sub-20                | 15 de abril de 1977        | 30 de abril de 1977        | 4       | 1       | 1       | 2       | 33.33%        |
| Perú Mayores               | 10 de marzo de 1965        | 14 de junio de 1965        | 6       | 2       | 0       | 4       | 33.33%        |
| Perú Mayores               | 10 de julio de 1967        | 4 de agosto de 1967        | 4       | 1       | 2       | 1       | 41.67%        |
| Perú Mayores               | 3 de mayo de 1975          | 26 de junio de 1978        | 35      | 16      | 7       | 12      | 52.38%        |
| Total en Selección Peruana | Total en Selección Peruana | Total en Selección Peruana | 49      | 20      | 10      | 19      | 47.62%        |

## Palmarés

### Como jugador

#### Campeonatos nacionales
| Título                    | Club       | País | Año  |
| ------------------------- | ---------- | ---- | ---- |
| Primera División del Perú | Sport Boys | Perú | 1951 |

### Como entrenador

#### Campeonatos nacionales
| Título                    | Club                      | País | Año  |
| ------------------------- | ------------------------- | ---- | ---- |
| Primera División del Perú | Sport Boys                | Perú | 1958 |
| Primera División del Perú | Universitario de Deportes | Perú | 1964 |
| Primera División del Perú | Universitario de Deportes | Perú | 1966 |
| Primera División del Perú | Universitario de Deportes | Perú | 1967 |
| Primera División del Perú | Sporting Cristal          | Perú | 1972 |
| Primera División del Perú | Alianza Lima              | Perú | 1975 |
| Primera División del Perú | Sporting Cristal          | Perú | 1979 |
| Primera División del Perú | Sporting Cristal          | Perú | 1980 |
| Primera División del Perú | Sport Boys                | Perú | 1984 |
| Primera División del Perú | Universitario de Deportes | Perú | 1985 |

#### Copas internacionales
| Título       | Equipo            | País | Año  |
| ------------ | ----------------- | ---- | ---- |
| Copa América | Selección peruana | Perú | 1975 |